# Tài chính chuỗi cung ứng toàn cầu
Tài chính chuỗi cung ứng toàn cầu đề cập đến tập hợp các giải pháp có sẵn để tài trợ cho hàng hóa và/hoặc sản phẩm cụ thể khi chúng di chuyển từ điểm xuất phát đến điểm đến dọc theo chuỗi cung ứng.  Nó có liên quan đến việc sử dụng pin công nghệ và thực tiễn kinh doanh tài chính ngày càng tăng nhanh cho phép chiết khấu các Tài khoản phải thu và tài trợ cho các Tài khoản phải trả của các công ty phải trả.
Chuỗi cung ứng toàn cầu đề cập đến mạng lưới được tạo ra giữa các công ty khác nhau trên toàn thế giới sản xuất, xử lý và phân phối hàng hóa và/hoặc sản phẩm cụ thể.

## Tổng quan
Với chuỗi cung ứng kéo dài do kết quả của toàn cầu hóa và sản xuất ngoài khơi, nhiều công ty đã trải qua việc giảm vốn khả dụng.  Ngoài ra, áp lực mà các công ty phải đối mặt để cải thiện dòng tiền đã dẫn đến áp lực gia tăng đối với các nhà cung cấp ở nước ngoài của họ.  Cụ thể, các nhà cung cấp nhận được áp lực dưới hình thức điều khoản thanh toán mở rộng hoặc tăng vốn lưu động áp đặt lên họ bởi những người mua lớn.  Xu hướng chung đối với tài khoản mở từ thư tín dụng đã góp phần thêm vào vấn đề.
Do đó, cần có các giải pháp tài chính chuỗi cung ứng toàn cầu (GSCF).  Cơ hội thị trường cho một giải pháp GSCF là rất đáng kể.  Tổng thị trường toàn cầu để quản lý khoản phải thu là 1,3 nghìn tỷ USD.  Khoản chiết khấu phải trả và cho vay dựa trên tài sản tăng thêm 100 tỷ USD và 340 tỷ USD, tương ứng.  Chỉ có một tỷ lệ nhỏ các công ty hiện đang sử dụng các kỹ thuật tài chính chuỗi cung ứng, nhưng hơn một nửa có kế hoạch hoặc đang nghiên cứu các lựa chọn để cải thiện các kỹ thuật tài chính chuỗi cung ứng.  Trên thực tế, thị trường tài chính chuỗi cung ứng đã tăng 36% về khối lượng trong năm 2016 so với năm 2015 đạt mức 447,8 tỷ USD.  Số tiền được sử dụng vào cuối năm 2016 ước tính là US $ 167,8 tỷ, tăng 43%.
Trong khi người mua đang mở rộng điều khoản thanh toán cho nhà cung cấp của họ, nhà cung cấp thường có quyền truy cập hạn chế vào tài chính ngắn hạn và do đó, chi phí tiền cao hơn.  Sự thay đổi chi phí này cho các nhà cung cấp dẫn đến một cơ sở cung cấp không ổn định về tài chính và rủi ro cao hơn.  Nhìn chung, báo cáo điểm chuẩn cho thấy các công ty nên theo đuổi ba lĩnh vực cải tiến chính: tài chính GSCF; Công nghệ GSCF; và tầm nhìn của GSCF.

## Lợi ích của GSCF
Vai trò của GSCF là tối ưu hóa cả tính khả dụng và chi phí vốn trong chuỗi cung ứng nhà cung cấp-người mua nhất định.  Nó thực hiện điều này bằng cách tổng hợp, đóng gói và sử dụng thông tin được tạo ra trong các hoạt động của chuỗi cung ứng và kết hợp thông tin này với kiểm soát vật lý hàng hóa.  Sự kết hợp giữa thông tin và kiểm soát vật lý cho phép người cho vay giảm thiểu rủi ro tài chính trong chuỗi cung ứng.  Việc giảm thiểu rủi ro cho phép tăng thêm vốn, vốn được tiếp cận sớm hơn hoặc tăng vốn với tỷ lệ thấp hơn.
Nhu cầu tăng vốn hoặc bơm vốn vào chuỗi cung ứng nhanh hơn đang được gây ra bởi một số yếu tố:
1.) Xu hướng thị trường liên quan đến chuỗi cung ứng toàn cầu đã khiến các công ty yêu cầu một cách tiếp cận / giải pháp tích hợp cho các thách thức về chuỗi cung ứng vật chất và tài chính: a.) Người mua đang tìm cách tối ưu hóa bảng cân đối kế toán của mình bằng cách trì hoãn quyền sở hữu hàng tồn kho. b.) Các nhà cung cấp đang tìm cách có được tiền sớm hơn trong chuỗi cung ứng với mức giá ưu đãi, do mong muốn của người mua để trì hoãn quyền sở hữu hàng tồn kho. c.) các công ty thị trường trung bình đang tìm cách kiếm tiền từ hàng tồn kho không thuộc Hoa Kỳ để tăng thanh khoản. d.) Có mối quan tâm rộng rãi trong các giải pháp tài chính chuỗi cung ứng tích hợp.
2.) Toàn cầu hóa các cơ sở sản xuất của Hoa Kỳ và Tây Âu đã dẫn đến ít tài sản trong nước có thể được tận dụng để tạo ra vốn lưu động.
3.) Hầu hết các nhà cung cấp vừa và nhỏ cho các doanh nghiệp Hoa Kỳ và Châu Âu được đặt tại các quốc gia thiếu thị trường vốn phát triển tốt.  Không có quyền truy cập vào vốn hiệu quả và hiệu quả chi phí, chi phí sản xuất tăng đáng kể hoặc các nhà cung cấp bị phá sản.
4.) Thư tín dụng, một phương thức lâu dài để có được vốn cho các nhà cung cấp ở các nước kém phát triển, đang suy giảm do những người mua lớn đang buộc các nhà cung cấp chuyển sang mở tài khoản.
5.) Có một mong muốn để đảm bảo sự ổn định của vốn khi chuỗi cung ứng kéo dài.  Một cuộc khủng hoảng tài chính châu Á khác (chẳng hạn như năm 1997) sẽ phá vỡ nghiêm trọng chuỗi cung ứng của người mua ở Mỹ bằng cách không có vốn cho các nhà cung cấp của họ.

## Quy mô thị trường
Do tính chất cạnh tranh của thị trường GSCF (tài chính phải trả được phê duyệt) và do thực tế là hoạt động kinh doanh được bảo vệ bởi sự bảo mật của khách hàng và ngân hàng, các nguồn thông tin về quy mô thị trường và người chơi bị hạn chế và không có sẵn rộng rãi trong phạm vi công cộng.  Do đó, các chỉ dẫn về quy mô thị trường chủ yếu dựa trên các ước tính.  Quy mô thị trường toàn cầu hiện tại cho Tài chính chuỗi cung ứng ước tính khoảng 275 tỷ đô la Mỹ  khối lượng giao dịch hàng năm, tương đương với khoảng 46 tỷ đô la trong phạm vi hiểu biết với thời hạn thanh toán trung bình là 60 ngày.  Nó vẫn còn tương đối nhỏ so với quy mô thị trường của các giải pháp tài chính hóa đơn khác như bao thanh toán, vẫn là phân khúc tài chính thương mại lớn nhất và chủ yếu tập trung trong nước.  Thị trường tiềm năng cho Tài chính chuỗi cung ứng cho các nước OECD (Tổ chức hợp tác và phát triển kinh tế) là rất đáng kể và ước tính trị giá 1,3 nghìn tỷ đô la  trong khối lượng giao dịch hàng năm.  Thị trường phục vụ chuỗi cung ứng châu Âu là khoảng 600 tỷ đô la.  Dựa trên những số liệu này, quy mô thị trường Tài chính chuỗi cung ứng tiềm năng cho Hoa Kỳ được ước tính là khoảng 600 tỷ đô la khối lượng giao dịch mỗi năm.  Một bài báo nghiên cứu toàn diện gần đây  ước tính rằng hiện tại có 200 chương trình GSCF có quy mô.  Các chương trình này được điều hành cả trong nước và xuyên biên giới và bằng nhiều loại tiền tệ.  Tuy nhiên, tiềm năng thị trường là xa khả năng của nó.  Nếu kiểm tra chi tiêu của các tổ chức lớn, chẳng hạn như chi tiêu 33 tỷ đô la của Lowe, thì rõ ràng các chương trình Tài chính chuỗi cung ứng thường yêu cầu một nền tảng đa ngân hàng do các vấn đề về tín dụng và vốn liên quan đến ngân hàng.

## Tăng trưởng thị trường
Các chuyên gia thị trường ước tính rằng chỉ 10% thị trường có sẵn trên toàn cầu đã hài lòng với các giải pháp Tài chính chuỗi cung ứng, cho thấy một thị trường tiềm năng lớn để tăng trưởng.  Thị trường dự kiến sẽ tiếp tục mở rộng mạnh mẽ trong những năm tới với tỷ lệ xấp xỉ 20-30% mỗi năm và 10% mỗi năm vào năm 2020.  Sự tăng trưởng cao nhất của các chương trình tài chính chuỗi cung ứng hiện có nguồn gốc từ Hoa Kỳ và Tây Âu.  Châu Á - Ấn Độ và Trung Quốc nói riêng, được coi là thị trường có tiềm năng nhất trong những năm tới.
Động lực thúc đẩy sự phát triển nhanh chóng của các chương trình tài chính chuỗi cung ứng là:
- Toàn cầu hóa đã làm tăng rủi ro trong chuỗi cung ứng và tác động đến tài chính của các tập đoàn.
- Quản lý vốn lưu động đã tăng lên hàng đầu trong các chương trình nghị sự của CFO và Thủ quỹ.
- Sự quan tâm mạnh mẽ từ các nhà cung cấp liên quan đến việc cung cấp thanh khoản và cho phép chi phí tài chính thấp hơn.

## Tiềm năng tăng trưởng hơn nữa - Thách thức
Mặc dù Tài chính chuỗi cung ứng đang có sự tăng trưởng đáng kể về nhu cầu, các tổ chức tài chính tập trung chủ yếu vào phía người mua lớn của phương trình thương mại.  Vì các giải pháp có cấu trúc đã được thiết kế theo truyền thống và được cung cấp bởi các ngân hàng dành riêng cho các công ty thương mại quốc tế lớn, họ không sử dụng các nền tảng chung.  Để Tài chính chuỗi cung ứng cất cánh trên diện rộng, cần có một động lực mới.  Một điểm tới hạn của người Viking có thể dễ dàng đạt được bằng cách giải quyết các thách thức sau đây.
- Huấn luyện của Nhà cung cấp.  Trong chương trình Tài chính của Nhà cung cấp, người phục vụ cần phải lên tàu đối tác thương mại của người mua - nhà cung cấp.  Vô số các nền tảng như vậy tạo ra các vấn đề vận hành cho các nhà cung cấp muốn hưởng lợi từ các dịch vụ Tài chính chuỗi cung ứng khác nhau thông qua các nhà tài trợ của người mua.
- Hiểu biết về khách hàng của bạn (KYC).  Hầu hết các nhà tài trợ yêu cầu kiểm tra KYC phải được thực hiện trên các nhà cung cấp đang tranh thủ làm đối tác thương mại mới.  Thủ tục này không chỉ làm tăng tổng chi phí xử lý mà còn đặt trường hợp kinh doanh cho tất cả các bên bao gồm nhà cung cấp dịch vụ, nhà tài trợ, người mua và cuối cùng là nhà cung cấp gặp rủi ro.
- Vốn khả dụng và thanh khoản.  Với 90% thanh khoản trong các chương trình Tài chính chuỗi cung ứng được cung cấp bởi các ngân hàng thương mại lớn, toàn cầu, có một lượng lớn tài sản thương mại, không thể được bảo hiểm bởi các tổ chức tài chính đó.  Các quy định tiếp theo như Basel III có thể ảnh hưởng đến khẩu vị rủi ro và khả năng tài trợ của các ngân hàng và khiến cho các nhà tài trợ phi ngân hàng bước vào và hỗ trợ các cơ sở Tài chính Chuỗi Cung ứng trở nên hấp dẫn hơn.  Giới hạn cho người mua lớn.  Các dịch vụ Tài chính chuỗi cung ứng ngày nay chủ yếu giải quyết các khách hàng lớn có xếp hạng tín dụng hợp lý trong khi cơ hội Tài chính chuỗi cung ứng thực sự cũng mở rộng cho các nhà cung cấp lớn, đặc biệt là về đảm bảo thanh toán và giảm thiểu rủi ro.
- Tài liệu pháp lý độc quyền.  Các dịch vụ Tài chính Chuỗi Cung ứng hiện tại sử dụng tài liệu pháp lý độc quyền, khiến việc ký kết các thỏa thuận phi tiêu chuẩn trở thành một quy trình tốn kém, phức tạp và tốn thời gian cho khách hàng doanh nghiệp và nhà cung cấp của họ.  Do đó, thị trường hiện đang phải đối mặt với những thách thức liên quan đến việc không có khả năng tương tác và các tiêu chuẩn pháp lý.
- Định nghĩa sản phẩm tiêu chuẩn hóa.  Việc đặt tên và định nghĩa của các giải pháp Tài chính chuỗi cung ứng khác nhau tùy theo từng người chơi trên thị trường, điều này khiến các tập đoàn khó so sánh các dịch vụ và xem xét chuyển đổi từ nhà cung cấp này sang nhà cung cấp khác.

## Vai trò của dịch giả GSCF Nhật Bản
Kiểm soát vật lý và thông tin là chìa khóa cho giải pháp GSCF.  Cần có các nhà cung cấp dịch vụ hậu cần và các công ty dịch vụ tài chính cùng tham gia để phát triển các công cụ hiển thị chính xác cung cấp cho CFO và các nhà quản lý chuỗi cung ứng toàn cầu dữ liệu họ cần và cho vay bảo đảm tài sản thế chấp để cung cấp vốn.  Trên thực tế, theo một nghiên cứu tháng 11 năm 2006 do Tập đoàn Aberdeen thực hiện, các công ty lớn có khả năng dự định chi hơn 500.000 đô la Mỹ cho công nghệ tài chính chuỗi cung ứng trong 18 tháng tới.  Khi một hệ thống dựa trên thông tin mạnh mẽ được thiết lập, các đối tác thương mại, công ty hậu cần và ngân hàng cần có khả năng truy cập thông tin nhanh chóng và hiệu quả.
Điểm khởi đầu cho thông tin về hàng hóa đang được vận chuyển phải là đơn vị vận chuyển hàng hóa - nhà cung cấp dịch vụ chuỗi cung ứng, công ty vận tải và/hoặc đối tác hậu cần.  Đây là những thực thể có sự kiểm soát vật lý của hàng hóa khi ở trong chuỗi cung ứng.  Truy cập vào thông tin này là phải từ quan điểm lập kế hoạch nhu cầu.  Biết nơi hàng hóa đang được vận chuyển, nhà cung cấp dịch vụ tài chính có thể tự tin mở rộng tài chính ở các mốc khác nhau trong chuỗi cung ứng.
Tuy nhiên, có một vai trò quan trọng bị thiếu trong phương trình này, và đó là dịch giả tài chính của chuỗi cung ứng, dịch giả - một thực thể có kinh nghiệm trong cả dịch vụ hậu cần / vận chuyển và tài chính.  Người dịch là chuyên gia về vấn đề, nếu bạn muốn, có thể đưa tất cả các thực thể vào bàn - vận chuyển và hậu cần; ngân hàng; người mua; và người bán và nói các ngôn ngữ khác nhau và hiểu nhu cầu của mỗi bên.  Ngoài việc tham gia vào giao dịch tài chính, người dịch có thể giúp thu hẹp khoảng cách thông tin giữa thế giới vật chất và tài chính, cung cấp phân tích quan trọng về thông tin được thu thập từ chuỗi cung ứng.
Sau đây giải thích vai trò dịch giả này: 
| Hoạt động             | Nhà cung cấp dịch vụ hậu cần                                                                                  | Dịch giả GSCF | Nhà cung cấp dịch vụ tài chính                                                                                |
| --------------------- | --- | --- | --- |
| Các mặt hàng          | Cung cấp dịch vụ vận chuyển, hậu cần và chuỗi cung ứng - tức là di chuyển hàng hóa.                           | Không có | Không có |
| Thông tin             | Thu thập và cung cấp thông tin về bố trí hàng hóa cho khách hàng, dịch giả và nhà cung cấp dịch vụ tài chính. | Xác minh chuyển dữ liệu; tổng hợp, phân tích, thao tác và cung cấp dữ liệu; ủy quyền giao dịch tài chính.                                           | Nhận dữ liệu từ người dịch để ủy quyền giao dịch tài chính.                                                   |
| Kinh phí              | Không có | Tham gia tài trợ cho giao dịch và đảm nhận một phần tỷ lệ rủi ro.                                                                                   | Tham gia tài trợ cho giao dịch và đảm nhận một phần tỷ lệ rủi ro.                                             |
| Bán hàng và marketing | Xác định khách hàng tiềm năng, tham gia các cuộc gọi bán hàng, hàng hóa gốc.                                  | Xác định triển vọng, thị trường GSCF, tham gia các cuộc gọi bán hàng, xác định rủi ro tài chính, hỗ trợ cơ cấu các giải pháp tín dụng.              | Xác định khách hàng tiềm năng, tham gia các cuộc gọi bán hàng, hỗ trợ cơ cấu các giải pháp tín dụng.          |
| Lợi ích tài chính     | Doanh thu vận tải, mối quan hệ sâu sắc hơn với khách hàng và dịch giả.                                        | Thu nhập lãi, thu nhập từ phí, mối quan hệ sâu sắc hơn với khách hàng, nhà cung cấp dịch vụ tài chính và nhà cung cấp dịch vụ hậu cần / vận chuyển. | Thu nhập lãi, mối quan hệ sâu sắc hơn với khách hàng, dịch giả, và nhà cung cấp dịch vụ hậu cần / vận chuyển. |

## Giải pháp tài chính chuỗi cung ứng toàn cầu
Một số giải pháp sản phẩm có thể được bán theo biểu ngữ Tài chính chuỗi cung ứng toàn cầu bao gồm, nhưng không giới hạn ở: 1.) Cho vay dựa trên tài sản toàn cầu (GABL) - Cho phép các công ty thị trường trung bình kiếm tiền từ hàng tồn kho ngoài khơi hoặc quá cảnh.  Điều này dẫn đến tăng tính thanh khoản cho nhóm người vay này, 2.) Tài chính hàng tồn kho - Cho phép các công ty cung cấp cho người mua lớn để đảm bảo tài chính cho hàng tồn kho mà người mua yêu cầu phải nắm giữ.  Điều này dẫn đến sự cải thiện trong chu kỳ chuyển đổi tiền mặt ròng cho người mua trong khi cung cấp vốn cho nhà cung cấp với tỷ lệ giảm. 3.) Dịch vụ quản lý khoản phải thu - Cung cấp dịch vụ thuê ngoài của bên thứ ba về quy trình quản lý và thu nợ.  Nó cũng cung cấp tài chính cho các khoản phải thu và đảm bảo cho việc thanh toán các khoản phải thu đó. 4.) Chiết khấu khoản phải trả - Cung cấp gia công bên thứ ba cho quy trình phải trả và tận dụng chất lượng tín dụng của người mua để có được tỷ lệ tài chính thuận lợi cho nhà cung cấp.  Điều này dẫn đến chi phí vốn thấp hơn cho nhà cung cấp, một phần trong đó có thể được chuyển cho người mua. 5) Bảo hiểm - Giảm thiểu rủi ro thương mại thông qua bảo hiểm tranh chấp hàng hóa, tín dụng và giao dịch.
Do sự phức tạp xung quanh việc chia sẻ và chuyển dữ liệu, cần kiểm soát thực tế hàng hóa và duy trì khả năng hiển thị trong toàn bộ chuỗi cung ứng, nhà cung cấp vận chuyển và hậu cần như UPS [UPS Corporation] có khả năng duy nhất để hỗ trợ và cung cấp dịch vụ SCF cho các tổ chức toàn cầu do họ truy cập vào dữ liệu vận chuyển và khả năng của một người cho vay.  Trong những tình huống độc đáo này, UPS với tư cách là dịch giả có thể tham gia cho vay cũng như hợp tác với các bên cho vay khác để giúp trích xuất chi phí từ chuỗi cung ứng và đảm bảo rằng chuỗi cung ứng vật lý và tài chính được đồng bộ hóa.
Theo truyền thống, chiết khấu các khoản phải trả động, thanh toán sớm các khoản phải trả thương mại trước ngày đáo hạn hóa đơn, chỉ liên quan đến các hóa đơn đã được phê duyệt.  Do các khoản thanh toán chiết khấu này được thanh toán và nhận hàng sau khi thanh toán, chúng không mang bất kỳ rủi ro giao dịch nào phổ biến trong giao dịch xuyên biên giới.  Do sự phức tạp của kỹ thuật tài chính và thanh toán hiện đại, invoicement bao gồm tự động hóa đơn và các sáng kiến quản lý giảm giá cần một khuôn khổ để đảm bảo rằng chương trình này được tiếp cận trên cơ sở chiến lược mà cầu các chuỗi cung ứng, thu mua, khoản phải trả các tổ chức và tài chính.  Ví dụ về các nhà cung cấp giải pháp là Misys TI Plus, TradeCard, Demica và Manhattan Associates.
Gần đây, đã có một trục quay trở lại các chương trình Tài chính (Tài chính) phải thu, chủ yếu được thúc đẩy bởi các cải tiến trong công nghệ giúp tăng hiệu quả và sức hấp dẫn của các chương trình dựa trên khoản phải thu.  Trong mô hình Tài chính của Nhà cung cấp, có một gánh nặng hành chính nặng nề do phải đàm phán Thỏa thuận mua hàng phải thu với từng Nhà cung cấp riêng lẻ, trong khi trong các chương trình Bao thanh toán (tài chính) chỉ cần một RPA với Nhà cung cấp.  Ngoài ra, theo truyền thống, có một nỗ lực lớn hơn liên quan đến việc tính toán rủi ro tín dụng của các Nhà tài trợ trong một chương trình dựa trên khoản phải thu do nhiều Người mua cần được đánh giá tín dụng trên cơ sở liên tục.  Công nghệ hiện đã tự động hóa phần lớn quy trình đánh giá tín dụng cho phép Nhà tài trợ chương trình truy cập vào xếp hạng rủi ro của Người mua trong thời gian thực trên danh mục đầu tư của họ.  Sự minh bạch này tạo ra sự thèm ăn tín dụng tăng từ các Nhà tài trợ chương trình và Công ty bảo hiểm tín dụng và mang lại lợi ích cho Nhà cung cấp thông qua mức giá hấp dẫn và tăng giới hạn tín dụng của chương trình đối với Người mua của họ.  Các nhà cung cấp cũng có thể sử dụng cách tiếp cận dựa trên các khoản phải thu để tăng khả năng cạnh tranh bằng cách mở rộng các điều khoản thanh toán cho Bảng cân đối người mua của họ.  Ví dụ về các nhà cung cấp giải pháp bao gồm Global Supply Chain Finance Ltd.

## Cấu trúc
Thực hành Tài chính chuỗi cung ứng đã được thực hiện trong hơn một thập kỷ.  Ba cấu trúc tài chính chuỗi cung ứng đặc biệt đã kết tinh.
- Nền tảng quản lý người mua.  Trong cấu trúc này, người mua sở hữu và điều hành nền tảng Cung cấp Chuỗi cung ứng.  Một số nhà bán lẻ lớn như Carrefour hoặc Metro Group đang sử dụng cấu trúc này và quản lý chương trình tài chính, nhà cung cấp trên tàu và thanh khoản.
- Nền tảng độc quyền ngân hàng.  Cấu trúc Tài chính chuỗi cung ứng được quản lý bởi các ngân hàng thương mại lớn cung cấp nền tảng công nghệ, dịch vụ và tài trợ.  Cấu trúc này được sử dụng bởi một số tổ chức mua lớn như Carlsberg, Boeing, Marks &amp; Spencer và Procter & Gamble.
- Nền tảng đa ngân hàng.  Cấu trúc thể hiện tốc độ tăng trưởng mạnh nhất được đại diện bởi các nhà cung cấp tài chính chuỗi cung ứng độc lập của bên thứ ba cung cấp các nền tảng đa ngân hàng.  Cấu trúc này tách biệt các thực thể, quản lý nền tảng - một nhà cung cấp dịch vụ chuyên biệt, từ đối tác tài trợ, cung cấp thanh khoản và chịu rủi ro tín dụng.  Dựa trên thực tế là tài trợ trong Tài chính chuỗi cung ứng không được cam kết, không ngân hàng nào có thể tài trợ cho mọi khu vực pháp lý hoặc tiền tệ và do những hạn chế chung về khẩu vị rủi ro tín dụng và rủi ro tập trung của nhà tài trợ.
- Thị phần.  Về thị phần, các chương trình được phục vụ và tài trợ bởi một số ít người chơi bao gồm các ngân hàng thương mại lớn.  Họ cùng nhau quản lý hơn 40% thị phần.  Phần còn lại của Tài chính chuỗi cung ứng được phục vụ và tài trợ bởi nhiều ngân hàng địa phương và các nhà cung cấp dịch vụ độc lập, nhỏ hơn.